# 全国围棋锦标赛（个人）
2023年全国围棋锦标赛（个人）将于11月17日至11月26在深圳市海德酒店举行。

## 各代表队名单
| 队名                                         | 领队   | 教练   | 男 子 | 女 子 |  |
| -------------------------------------------- | ------ | ------ | --- | --- |  |
| 广东队                                       |        | 李华嵩 | 陈昱森 六段 陈土力 二段 程宏昊 三段 | 蔡碧涵 四段 黄子萍 二段                                                                                     |  |
| 拉萨棋院                                     |        | 陈盈   | 沈沛然 六段 陈一纯 五段 | |  |
| 上海思弈文化传播有限公司                     | 王栋   |        | 潘亭宇 四段 | |  |
| 山东齐鲁棋牌体育发展有限公司                 | 曹大元 |        | 周子弈 初段 张何源 二段 杨宗煜 二段 陈梓健 七段 | |  |
| 深圳星锐围棋文化有限公司                     | 蒋佶豆 |        | 王嘉宝 二段 蒋佶豆 二段 陈亚峰 二段 | |  |
| 重庆市棋牌运动管理中心                       | 陈为   | 廖行文 | 傅健恒 三段 何语涵 六段 吕立言 五段 | 张馨月 初段 毛彦新 初段                                                                                     |  |
| 福建博思软件队                               | 王剑坤 |        | | 高若环 初段 杭小童 初段                                                                                     |  |
| 苏州新碁点围棋有限公司                       | 蒋辰中 |        | 高宇 三段 | |  |
| 山西省围棋协会                               | 景杰   | 李魁   | 陈笑天 二段 解学斌 二段 | 李 赫 五段 李小溪94 四段 李鑫怡 三段 岳佳妍 二段                                                            |  |
| 广州棋院                                     | 王志伟 |        | 周元俊 四段 | 陈一鸣 四段 赵贯汝 二段                                                                                     |  |
| 河北队                                       | 赵余宏 |        | 薛冠华 六段 | 丁明君 二段 元 杰 初段                                                                                      |  |
| 湖北省体育局棋牌运动管理中心                 | 钟文靖 |        | | 罗楚玥 五段 鲁 佳 三段                                                                                      |  |
| 深圳秦汉胡同队                               | 唐培远 |        | | 储可儿 二段 徐晶琦 二段                                                                                     |  |
| 广东东湖棋院                                 | 容一思 |        | 许瀚文 四段 | |  |
| 深圳龙华青年队                               | 梁伟棠 |        | 甘思阳 五段 王硕94 五段 石豫来 三段 | |  |
| 成都棋院                                     | 李亮   | 杨一   | 郑载想 四段 | 陈蔓淇 初段 李小溪05 四段 陆敏全 六段 赵奕斐 五段                                                           |  |
| 山西元工体育俱乐部有限公司                   | 张紫良 |        | 张紫良 六段 李雨昂 四段 | |  |
| 衢州烂柯                                     | 谢红建 |        | 丁世雄 六段 陈玉侬 七段 赵甫轩 初段 | |  |
| 甘肃省围棋运动协会                           |        |        | | 董欣怡 初段 艾欣楠 初段                                                                                     |  |
| 黑龙江省社会体育指导与棋牌运动管理中心       |        | 鲁健   | 王文聪 初段 | 贾欣怡 初段 周雨萱 初段 汪美成 初段                                                                         |  |
| 大连弈道队                                   | 高宇   |        | | 谷宛珊 二段                                                                                                 |  |
| 浙江省智力运动管理中心                       | 卢俊和 | 蓝天   | 蒋其润 八段 许一笛 四段 田沐沐 二段 | 汪雨博 五段 严惜蓦 二段 潘 阳 四段                                                                          |  |
| 江苏棋院                                     | 朱晓军 | 丁波   | 王世一 七段 黄 昕 六段 | 李思璇 四段 於之莹 七段 尹 渠 二段                                                                          |  |
| 陕西省围棋协会                               | 李云生 |        | | 刘慧玲 三段                                                                                                 |  |
| 上海市围棋协会                               | 刘世振 | 陈天惠 | 曾渊海 三段 乔智健 六段 黄明宇 五段 李泽锐 四段 王楚轩 三段 | 秦思玥 初段 唐嘉雯 四段                                                                                     |  |
| 中国煤矿棋院                                 | 李梅   |        | 陈浩东 二段 | |  |
| 中国平煤神马集团                             | 王程   |        | 李成森 六段 赵中暄 四段 | |  |
| 北京棋院                                     |        | 谭瑛   | 夏晨琨 七段 郑 胥 四段 | 曹又尹 三段 王祥云 三段 张梦瑶 二段 魏欣桐 二段 王 磐 二段                                                  |  |
| 安徽省围棋运动协会                           |        |        | 李东方 二段 | |  |
| 衢州弈本清源                                 | 张念祺 |        | 杨文铠 二段 | |  |
| 北京弈友围棋文化传播有限责任公司             |        |        | 张 岐 三段 韩卓然 三段 | |  |
| 棋圣（北京）教育文化发展有限公司             |        |        | 陈豪鑫 六段 | |  |
| 杭州市智力运动队                             | 陈潇楠 | 郭闻潮 | 金禹丞 五段 李昊潼 五段 尹松涛 五段 胡子豪 五段 李欣宸 三段 张柏清 四段 叶长欣 四段 王春晖 四段 林家翾 二段 朱彦臻 二段 陈轶哲 初段 瞿 鸣 三段 张罗子辛 四段 赵 斐 四段             | 方若曦 五段 徐海哲 三段 吴依铭 五段 冯韵嘉 初段 高星 四段                                                   |  |
| 杭州智力运动中等专业学校（杭州智力运动学校） | 廖儒钢 | 严欢   | 仇孜林 初段 何天予 二段 马 帅 三段 杨智文 二段 万恩泽 二段 李承泽 初段 肖泽彬 三段 李星彤 二段 林子杰 三段 戴琪高 三段 吴俊毅 二段 陈家瑞 二段 马靖原 三段 邱禹然 三段 张歆宇 二段  | 丁柯文 二段 石知恩 初段 刘砚畅 二段 冯盛敬悦 初段                                                           |  |
| 杭州市棋类协会                               | 廖儒钢 | 邬光亚 | 杨皓哲 初段 于佳步 二段 韩墨阳 二段 涂季康 二段 李崇德 初段 张轩铭 初段 黄思源 二段 段博尧 二段 王若宇 二段 黄邱铉 二段 叶子涵 初段 麻长皓 初段 胡斯予 二段 于苏豪 二段 尹成志 二段 | 祝菲鸿 二段 邓佑嘉 初段 谢梓萌 初段 严古韵琪 初段 桂诗云 初段 陈心飏 初段 鑫天悦 初段                       |  |
| 内蒙古鸿德文理学院                           | 张家尧 |        | 赵毓彩 五段 罗 岩 四段 王子昂 四段 张家尧 三段 | |  |
| 深圳市群众体育促进中心                       | 赵昱初 | 佟云   | 杨楷文 九段 彭立尧 八段 | 曾楚典 初段 文兆京 初段                                                                                     |  |
| 北京市东城棋院队                             |        |        | 吕洵锋 初段 | |  |
| 河南省围棋协会                               |        |        | 应一韬 五段 | |  |
| 福建省围棋协会                               | 王鹭   |        | | 王泽宇 三段 王硕03 四段 成家业 四段                                                                         |  |
| 云南体彩队                                   | 自文荣 | 邱继红 | 刘宇航 六段 柳琪峰 五段 寇政岩 五段 陈翰祺 五段 韩恩溢 四段 王禹程 二段 | 王一如 初段                                                                                                 |  |
| 浙江省围棋协会                               |        |        | 秦驰远 三段 | |  |
| 上海市苗苗体育俱乐部                         | 胡竹君 |        | 李泽豪 初段 张铭康 三段 | |  |
| 个人                                         |        |        | 王鸿念 初段 张 钦 初段 贾得一 初段 陈思远 初段 李林璞 初段 高 看 初段 佘家灏 初段 王君量 初段 隋庆瀚 初段 王泽萱 初段 王舜博 初段 吴其右 初段                                       | 谢佳言 初段 李嘉弈 初段 章重恒 初段 刘子葭 初段 叶子萌 初段 赵千越 初段 王舒瑶 初段 范美琳 初段 刘子萌 初段 |  |

## 获奖名单

### 男子
1. 王世一
2. 陈一纯
3. 李昊潼
4. 金禹丞
5. 王春晖
6. 杨智文
7. 许一笛
8. 胡子豪
9. 郑载想
10. 陈梓健
11. 王硕03
12. 刘宇航

### 女子
1. 於之莹
2. 罗楚玥
3. 吴依铭
4. 李思璇
5. 李赫
6. 唐嘉雯